# 퓨어퓨어 하트
퓨어퓨어 하트(일본어: ぴゅあぴゅあはーと 퓨아퓨아하토[*])는 방과 후 티타임의 싱글로, 2010년 6월 2일에 포니 캐니언을 통해 발매되었다.

## 개요
- TBS 계열 TV 애니메이션 '케이온!!'에 등장하는 밴드 유닛 '방과 후 티타임'의 극중 노래를 수록한 싱글.
- 케이온!! 제 7화 '다과회!'에서 사쿠라고교 경음부의 멤버들이 연주한 곡으로, 같은 날의 TV 광고에서 CD화가 발표되었다.
- 제 1기 '케이온!'에서 발표되었던 폭신한 시간(후와후와타임)과 같은 트랙 구성이다.

## 수록곡
1. 퓨어퓨어 하트
  - 작사 : 이나바 에미, 작·편곡 : 마에자와 히로유키
  - 보컬 : 아키야마 미오, 코러스 : 히라사와 유이
2. 사쿠라가오카 여자고등학교 교가[Rock ver.]
  - 작사·작곡 : 사쿠라고 동창회, 편곡 : 핫고쿠 하지메
  - 보컬 : '방과 후 티타임' 멤버 전원

보컬 순서 : 리츠→츠무기→아즈사→미오→전원→유이→전원
3. 퓨어퓨어 하트(Instrumental)
4. 사쿠라가오카 여자고등학교 교가[Rock ver.](Instrumental)
5. 퓨어퓨어 하트(Instrumental【-Guitar1】)
6. 퓨어퓨어 하트(Instrumental【-Guitar2】)
7. 퓨어퓨어 하트(Instrumental【-Keyboard】)
8. 퓨어퓨어 하트(Instrumental【-Bass】)
9. 퓨어퓨어 하트(Instrumental【-Drums】)

## 같이 보기
- 케이온!!